# North Victoria (circonscription britanno-colombienne)
Pour les articles homonymes, voir Victoria.
Circonscription électorale provinciale du Canada
North Victoria est une ancienne circonscription provinciale de la Colombie-Britannique représentée à l'Assemblée législative de la Colombie-Britannique de 1894 à 1903.

## Liste des députés
| Législature                                              | Années                                     | Député                                     | Député                                     | Parti                                      |
| North Victoria Circonscription de Victoria               | North Victoria Circonscription de Victoria | North Victoria Circonscription de Victoria | North Victoria Circonscription de Victoria | North Victoria Circonscription de Victoria |
| -------------------------------------------------------- | ------------------------------------------ | ------------------------------------------ | ------------------------------------------ | ------------------------------------------ |
| 7e                                                       | 1894–1898                                  |                                            | John Paton Booth                           | Gouvernement                               |
| 8e                                                       | 1898–1900                                  |                                            | John Paton Booth                           | Gouvernement                               |
| 9e                                                       | 1900–1902                                  |                                            | John Paton Booth                           | Libéral indépendant                        |
| 9e                                                       | fév.-déc. 1902                             |                                            | Vacant                                     | Vacant                                     |
| 9e                                                       | 1902-1903                                  |                                            | Thomas Wilson Paterson                     | Indépendant                                |
| Circonscription redistribuée dans Saanich et The Islands |                                            |                                            |                                            |                                            |